# Liang Jiahong
Liang Jiahong (chinesisch 梁嘉鸿; * 6. März 1988 in Chaozhou) ist ein ehemaliger chinesischer Sprinter, der sich vor allem auf den 100-Meter-Lauf spezialisiert.

## Sportliche Laufbahn
Erste internationale Erfahrungen sammelte Liang Jiahong im Jahr 2006, als er bei den Juniorenasienmeisterschaften in Macau in 10,32 s die Goldmedaille im 100-Meter-Lauf gewann und anschließend bei den Juniorenweltmeisterschaften in Peking in 10,43 s den fünften Platz belegte und mit der chinesischen 4-mal-100-Meter-Staffel im Vorlauf disqualifiziert wurde. Im Jahr darauf gewann er bei den Asienmeisterschaften in Amman in 39,71 s die Bronzemedaille mit der Staffel hinter den Teams aus Thailand und Katar. 2009 gewann er bei den Asienmeisterschaften in Guangzhou in 39,07 s die Silbermedaille hinter Japan und schied im 200-Meter-Lauf mit 22,79 s in der ersten Runde aus. 2010 nahm er an den Asienspielen ebendort teil und belegte in 21,02 s den vierten Platz über 200 Meter und siegte mit der Staffel in 38,78 s. Bei den Leichtathletik-Asienmeisterschaften 2011 in Kōbe schied er mit 21,75 s im Vorlauf aus und belegte mit der Staffel in 39,33 s Rang vier und verpasste anschließend bei den Weltmeisterschaften in Daegu mit 38,87 s den Einzug ins Finale. 2012 belegte er bei den Hallenasienmeisterschaften in Hangzhou in 7,00 s den sechsten Platz im 60-Meter-Lauf und nahm mit der Staffel im Sommer an den Olympischen Spielen in London teil, schied dort aber mit 38,38 s in der Vorrunde aus. 2013 verpasste er bei den Weltmeisterschaften in Moskau mit 38,95 s den Finaleinzug mit der Staffel, gewann daraufhin aber bei den Ostasienspielen in Tianjin in 39,19 s die Bronzemedaille hinter den Teams aus Japan und Hongkong. Damit beendete er seine Karriere im Alter von 25 Jahren.
In den Jahren 2008 und 2010 wurde Liang chinesischer Meister im 200-Meter-Lauf und 2008 siegte er auch über 100 Meter.

## Persönliche Bestzeiten
- 100 Meter: 10,31 s (0,0 m/s), 29. Mai 2010 in Zhaoqing
  - 60 Meter (Halle): 6,64 s, 18. Februar 2012 in Hangzhou
- 200 Meter: 20,83 s (+0,4 m/s), 13. April 2008 in Hangzhou
  - 200 Meter (Halle): 21,97 s, 31. Januar 2008 in Nanjing